# Album dal vivo
Un album dal vivo o album live è un album discografico creato a partire da una registrazione di musica dal vivo. Un album dal vivo può essere registrato in un solo concerto o può raccogliere una selezione di brani di vari concerti. 
Solitamente ha una qualità diversa, più spontanea, in quanto registrato e distribuito con tutti i suoni aggiuntivi (i cori del pubblico, gli applausi, il brusio, i commenti dell'artista o degli artisti rivolti al pubblico...) per riprodurre l'esperienza del concerto. Spesso viene utilizzato il metodo di multitrack recording (metodo che permette la registrazione di varie fonti unendole in un'unica traccia) direttamente dal palco e dal pubblico. Può avvenire una manipolazione durante la post-produzione per migliorare la qualità della registrazione.

## Rock e pop
Molti artisti di successo hanno prodotto almeno un album dal vivo durante la loro carriera. 
Alcuni album dal vivo sono considerati parte integrante del catalogo di un artista, vendendo a volte quanto un album registrato in studio; esistono inoltre alcuni album pop e rock che sono noti per aver venduto più degli album studio. L'album dal vivo più venduto al mondo è Double Live di Garth Brooks, con oltre 20 milioni di copie vendute.

## Jazz
Nel jazz spesso gli album dal vivo sono più importanti degli album registrati in studio, in quanto componente fondamentale del genere musicale è l'improvvisazione.

## Classica
Le registrazioni dal vivo di musica classica possono essere simili agli album non classici, nel senso che essi possono registrare un evento (ad esempio The Proms, Concerto di Capodanno di Vienna). Tuttavia molti artisti preferiscono registrare dal vivo che in studio, con il post-prestazioni modifiche per correggere eventuali errori. Quindi molti 'registrazioni dal vivo' possono essere virtualmente indistinguibile da controparti in studio. A seconda della vicinanza del  microfonaggio, tali registrazioni possono avere un effetto ambientale più forte di performance in studio. Il direttore d'orchestra Leonard Bernstein ha fatto praticamente tutte le sue ultime registrazioni da esibizioni dal vivo, piuttosto che da sessioni in studio.
Inoltre, diversi artisti classici e gruppi utilizzano sedi vuote per registrare quello che sarebbe altrimenti definito registrazioni in studio. Un esempio di questo è Walthamstow Municipio in Londra.